# Duolandrevus palawanensis
Duolandrevus palawanensis är en insektsart som först beskrevs av Otte, D. 1988.  Duolandrevus palawanensis ingår i släktet Duolandrevus och familjen syrsor. Inga underarter finns listade i Catalogue of Life.